# 索耶 (內布拉斯加州)
索耶（英語：Sawyer）是位於美國內布拉斯加州菲爾莫爾縣的鬼鎮。

## 歷史
索耶的郵局於1888年設立，其後於1921年停運。

## 地理
索耶所處的海拔為高於海平面495米（即1624英呎），而該地所採用的時區為UTC-6，即北美中部时区（CST）。同時該地設有夏令時間，為UTC-6調快一小時，即UTC-5（CDT）。